# Institut de mathématiques et de sciences physiques
L'institut de mathématiques et de sciences physiques (IMSP) est un centre scientifique publique de formation doctorale par la recherche scientifique en mathématiques, en physiques, en informatique et en science de l’ingénieur. Situé au Bénin plus précisément dans la ville Dangbo, il est rattaché à l'université d'Abomey-Calavi.

## Historique et mission
L'imsp a vu le jour par l’arrêté ministériel N°952/MEMS/DGM du 7 novembre 1988 sous l'impulsion du président béninois d'alors et du professeur Abdus Salam, prix Nobel de physique et ancien directeur du centre international de physique théorique,,. Il a pour missions entre autres de promouvoir  la recherche scientifique dans le monde en général et en Afrique sub-saharienne en particulier, d'assurer la formation des jeunes scientifiques via à la fois la recherche et l'enseignement, d'inciter les jeunes élèves des lycées et collèges à embrasser une cursus universitaire scientifique, de mettre en place une coopération  sud-sud  dans les  domaines de la recherche  et  la  formation des étudiants titulaires de la maîtrise afin d'éviter la fuite des cerveaux.